# Децук, Ксения Александровна
Ксения Александровна Децук (бел. Ксенія Аляксандраўна Дзяцук; род. 23 апреля 1986, Гомель), в девичестве Приемко (бел. Прыемка) — белорусская легкоатлетка, специалистка по тройному прыжку. Выступала за сборную Белоруссии по лёгкой атлетике в 2007—2015 годах, победительница и призёрка первенств национального значения, участница двух летних Олимпийских игр, действующая рекордсменка страны на открытом стадионе и в закрытых помещениях. Мастер спорта Республики Беларусь международного класса.

## Биография
Ксения Приемко родилась 23 апреля 1986 года в Гомеле. Окончила Гомельский государственный университет, где обучалась на кафедре лёгкой атлетики.
Впервые заявила о себе на международном уровне в сезоне 2007 года, когда вошла в состав белорусской национальной сборной и выступила на молодёжном европейском первенстве в Дебрецене, где в зачёте тройного прыжка с результатом 13,47 стала седьмой. Будучи студенткой, представляла Белоруссию на Универсиаде в Бангкоке — в той же дисциплине показала результат 13,41, с которым закрыла десятку сильнейших.
Благодаря череде удачных выступлений удостоилась права защищать честь страны на летних Олимпийских играх 2008 в Пекине. На предварительном квалификационном этапе прыгнула на 13,08 метра и в финал не вышла.
В 2010 году стартовала на командном чемпионате Европы в Бергене (14,15) и на чемпионате Европы в Барселоне (14,01).
В 2011 году в тройном прыжке была шестой на Всемирных военных играх в Рио-де-Жанейро (12,91).
В январе 2012 года на соревнованиях в Гомеле установила ныне действующий национальный рекорд Белоруссии в закрытых помещениях — 14,48. Выступила на чемпионате мира в помещении в Стамбуле (13,66). Позднее на турнире в Бресте обновила рекорд страны на открытом стадионе — 14,76. Заняла 12-е место на чемпионате Европы в Хельсинки (13,87). Выполнив олимпийский квалификационный норматив, благополучно прошла отбор на Олимпийские игры в Лондоне — на сей раз в программе тройного прыжка провалила все три попытки на предварительном этапе, не показав никакого результата.
После лондонской Олимпиады Децук осталась действующей спортсменкой на ещё один олимпийский цикл и продолжила принимать участие в крупнейших международных стартах. Так, в 2013 году она отметилась выступлением на чемпионате Европы в помещении в Гётеборге (13,46).
В 2014 году прыгала тройным на чемпионате мира в помещении в Сопоте, с результатом 14,13 стала в финале шестой.
В 2015 году была пятой на Всемирных военных играх в Мунгёне (13,31).
Прошла отбор на Олимпийские игры 2016 года в Рио-де-Жанейро, но в итоге в этих Играх на участвовала.
Завершила спортивную карьеру по окончании сезона 2017 года.
Муж Дмитрий Децук — так же успешный прыгун тройным.